# دول حوض النيل

خريطة دول حوض النيل

خريطة تبين دول حوض النيل

عدد دول حوض النيل 11  

إن قائمة دول حوض النيل تشمل:
| - إرتريا - أوغندا - إثيوبيا - السودان - جمهورية الكونغو الديمقراطية - جنوب السودان | - بوروندي - تنزانيا - رواندا - كينيا - مصر |

## معوقات التكامل بين دول حوض النيل

### النزاعات الحدودية
تتعدى هذه النزاعات حوالي 26 نزاعاً ومن أبرز النزاعات هي كالآتي:
- النزاع الحدودي الإثيوبي الصومالي على منطقة الأوجادين، والذين أدى إلى الحروب في الأعوام 1964، و1977، و1982 بين الدولتين، ورغم التوصل إلي اتفاقية سنة 1988، إلا أن المشكلة ما زالت تمثل تهديداً للاستقرار في المنطقة.
- النزاع بين الصومال وكينيا على إقليم «أنفدي».[1]
- النزاع بين السودان وكينيا على مثلث «أليمي».
- النزاع بين تنزانيا وكينيا.
- النزاع الحدودي بين السودان وكل من إثيوبيا وإريتريا.
- النزاع الحدودي بين كينيا وأوغندا.
- النزاع الحدودي بين السودان وأوغندا.
- النزاع بين جمهورية الكونغو الديمقراطية وكل من أوغندا ورواندا.
- النزاع بين رواندا وبوروندي.
- النزاع الذي أثير بين مصر والسودان حول «حلايب» و«شلاتين»، والذي شهد توتراً بين الدولتين في الأعوام 1958، 1985، 1986، 1991، 1995، 2005 فكلما تسوء العلاقات تثار مشكلة الحدود.

### مشكلة تبادل الاتهامات بين دول المنطقة
تتم مسألة تبادل الاتهامات بشكل تكراري وثابت ومنها إيواء قوي المعارضة السياسية والمنظمات المسلحة والمناوئة لنظم الحكم في الدول المجاورة، بل وتقديم الدعم السياسي، والعسكري وتشجيعها على ممارسة أنشطة تحريض سياسي ضد الدول المجاورة ـ وقد تأخذ المسألة شكلاً آخراً من حيث تمكين بعض المنظمات الانفصالية، أو بعض الأجنحة العسكرية من شن هجمات بمساندة قوات حكومية تابعة لدول الجوار من أراضيها ضد دولة أخرى وقد تأخذ شكلاً ثالثاً ويتمثل في حشد عناصر مسلحة، أو جماعات قبلية في مناطق الحدود المشتركة، وتحريكها بين الحين والآخر لخلق واقع حدودي جديد لأي من الدول على حساب الدولة المتاخمة لها.

### مشكلة التعثر الديمقراطي
نخلص من متابعة الأداء الديمقراطي خلال الفترة الأخيرة إلى أن معظم التغييرات التي حدثت في منطقة حوض النيل لم تكن نتيجة التحول الديمقراطي السلمي، بل حدثت نتيجة الإقصاء أو الاغتيال أو الوفاء؛ وينطبق ذلك على إزاحة الرئيس كابيندا في رواندا في يوليو عام 1973، ومقتل الرئيس الراحل السادات في أكتوبر عام 1981، وإزاحة الرئيس الجنرال تيتو أوكيللو في يناير عام 1986 على يد موسيفينى في أوغندا، وإزاحة الرئيس البوروندي الأسبق جان باتست في سبتمبر عام 1987 وإقصاء سياد بري في الصومال في يناير عام 1991، ومنجستو هيلاماريام في إثيوبيا في نفس العام، وموبوتو في زائير عام 1997، ثم خليفته لوران كابيلا في عام 1999 م فضلاً عن مصرع رئيس رواندا وبوروندي في حادث الطائرة الشهير عام 1994

### انتشار ظاهرة الإرهاب والتطرف في المنطقة
وتبدأ هذه الظاهرة بمحاولة اغتيال الرئيس مبارك في إثيوبيا في يونيو عام 1995، وتفجير سفارتي الولايات المتحدة الأمريكية في نيروبي، ودار السلام في 7 أغسطس عام 1998 في وقت واحد واحتجاز مجموعة من العاملين في الصليب الأحمر بإثيوبيا علي يد مجموعة الاتحاد الإسلامي المسلحة في 25 يونيو عام 1998، ثم أطلق سراحهم بعد ذلك ووقوع انفجار في فندق تجراي وسط العاصمة الإثيوبية في 11 سبتمبر 2002، ووقوع انفجار مماثل في نفس الفندق قبل ذلك في عام 1996، فضلاً عن حدوث هجمات علي طائرة إسرائيلية، وفندق باراديس الذي يملكه إسرائيليون في ميناء ممباسا الكيني في 28 نوفمبر 2002

### التدخل الدولي
وتتلخص مسألة التدخل الدولي في محاولات الولايات المتحدة الأمريكية التدخل لتسوية قضية جنوب السودان والقضية الصومالية، والتدخل في قضية الكونغو الديمقراطية بالاتفاق مع فرنسا، وتوارد الأنباء عن بقاء قاعدة عسكرية أمريكية في إريتريا في ميناء عصب
وتتمثل أهداف إسرائيل من تحقيق ثلاثة أهداف رئيسية وأهمها:
تحقيق الأمن القومي وتأمين الوجود والتي تمثلت في الفترة منذ قيام الدولة وحتى منتصف الستينيات
إثبات الشرعية السياسية؛ التي تنطوي على ضمان الوجود دولياً، والاعتراف القانوني، والواقعي بها في المنطقة، والتي برزت في الفترة من منتصف الستينيات حتى مطلع السبعينيات
الهيمنة الإقليمية تأكيداً للصفة الاستعمارية العنصرية للدولة الإسرائيلية، وللشعب اليهودي والإصرار على التدخل في شئون الدول الأخرى وانتهاك سياستها وتهدف إسرائيل بدعم من الولايات المتحدة الأمريكية إلى النفاذ إلى عمق الأمن القومي المصري الجنوبي، وتوظيف دول القرن الأفريقي، ومعظمها دول حوض النيل؛ وهي دول المنبع لحصار دول المصب، كما تهدف الاستراتيجية إلى السيطرة على منطقة آسيا الوسطي، والمنطقة العربية، ومنطقة حوض النيل لتمكين إسرائيل من الاندماج في المنطقة، وفرض سلامها، وتكثيف وجودها مع دول منابع النيل، وإشعال النيران في عمق مصر الاستراتيجي (السودان)، وتفعيل النزاع في دارفور بل وتدويله إذا أمكن ذلك وجدير بالذكر، أن حجم التعامل التجاري بين إسرائيل والدول الأفريقية يصل إلى أكثر من مليار دولار، كما أنها تهيمن على 58% من الخطوط الملاحية الأفريقية وهناك تحرك إسرائيلي في منطقة حوض النيل سواء في مجال المساعدات الفنية، أو تدريب الأفارقة في مجال البحوث الزراعية، أو الأنشطة العمالية كما أن لإسرائيل علاقات مع 9 دول من دول الحوض ما عدا السودان وهناك تصاعد في النشاط التجاري، والاستعماري والإعلامي لإسرائيل مع دول الحوض ومحاولاتها ترسيخ العلاقات مع الجاليات اليهودية؛ فقد تم تهجير أعداد كبيرة من يهود «الفلاشا» من إثيوبيا في الثمانينات والتسعينات فضلاً عن يهود كينيا
ولا يخفف على أحد الضلوع الإسرائيلي في إقامة مشروعات إثيوبية حول منابع نهر النيل في مجالات زراعية وكهربائية، علة أن يتم تمويلها بالقروض، والمساعدات من الدول المانحة والبنك الدولي كما قامت إسرائيل بعمل الدراسات التفصيلية حول التربة الإثيوبية لإقامة مشروعان لبناء سدود صغيرة بهدف زيادة نسبة استخدام إثيوبيا لمياه الأمطار التي تغذي مياه نهر النيل؛ وذلك لأن الهضبة الإثيوبية لا يمكن جغرافياً إقامة سد كبير عليها؛ ومن هذه المشروعات: مشروع ري أومو، ومشروع أوسو باتجاه النيل الأزرق، ومشروع سد فنشا، ومشروع الليبرو على نهر السوباط، ومشروع موز القاش علي الحدود مع السودان
كما وافقت إسرائيل خلال زيارة رئيس الوزراء الإثيوبي لإسرائيل في مايو عام 1993 علي إقامة معهد عال للبحوث الزراعية بهدف تطوير التنمية الزراعية الإثيوبية، ويقدر أن تؤثر تلك المشروعات على حصة مصر بمقدار 7 مليارات م 3 أو ما يعادل 20% من الإيراد الكلي لمصر من نهر النيل لكن مصر دائماً ما تعلن بصفة دائمة بأنها ملتزمة باتفاقها مع السودان عام 1959، ولا توافق على إقامة أية مشروعات من شأنها المساس بحصتها ن المياه هذا الي جانب سعيها المستمر للتنسيق والتشاور مع دول الحوض وخاصة إثيوبيا سواء علي المستوي الثنائي، أو الجامعي، والحرص الدائم على التعاون لتحقيق المصالح المشتركة بين مصر وتلك الدول
ولا يخفي على أحد الدور الإسرائيلي لإقامة علاقة مع إريتريا سواء لتدريب الجيش الإريتري أو حصول إسرائيل على تسهيلات بحرية وجوية وإنشاء مطار عسكري على ساحل البحر الأحمر في مناطق جزر مور وفاطمة ودهلك فضلاً عن الدور الذي تقوم به أجهزة المخابرات الإسرائيلية (الموساد) في زعزعة الاستقرار في الكونغو الديمقراطية، ـ والسودان والصومال
وعلى الجانب الآخر، فإن إسرائيل تعاني من نقص في الموارد المائية يصل إلى 56% من نسبة احتياجاتها، وهي تسعى لتعويض هذا النقص من بدائل عديدة منها محاولاتها الحصول علي مياه النيل وتسعى الولايات المتحدة الأمريكية لتأمين إسرائيل مائياً عن طريق خلق بؤر التوتر في المنطقة، لا سيما وأن هناك بعض التصريحات غير المسئولية لبعض المسئولين من دول حوض النيل عن إمكانية بيع المياه لإسرائيل
سبقت الإشارة إلي تهجير يهود الفلاشا من إثيوبيا إلي إسرائيل ومن الطبيعي أن يكون لهم جذور باقية، وتحاول إسرائيل استثمار هذا الموضوع للضغط على إثيوبيا لبحث مشكلات هؤلاء اليهود بعد هجرتهم الي إسرائيل، وحاجتهم للمياه كمصدر اساسي للحياة والتنمية وقد أشارت عدة تقارير إلى أن إسرائيل كانت تقوم بإمداد كل من إثيوبيا وإريتريا بالسلاح لأن التوتر الدائم في هذه المنطقة يصب لصالح إسرائيل

### تدهور الأوضاع الاقتصادية والاجتماعية
تعاني دول حوض النيل كغيرها من الدول الأفريقية الأخرى من استخدام الطرق البدائية في الزراعة، ونقص الموارد المالية للتنمية، وعدم كفاءة الدراسة التكنولوجية وتخلف الصناعة، أما إنتاج المعادن فتسيطر عليه الشركات الأمريكية، أو الأوروبية، كما أن معدل التبادل التجاري من غير صالح تلك الدول؛ حيث تعتمد علي الموارد الخام، أو المحاصيل الزراعية التي تباع بأبخس الأثمان، بينما تتزايد أسعار المواد المصنعة التي تستوردها من تلك الدول
ومن حين اتجهت تلك الدول إلى المؤسسات المالية الدولية؛ مثل صندوق النقد الدولي، أو البنك الدولي فرضت عليهم شروطاً قاسية منها ضرورة القضاء على عجز الموازنة وترشيد الإنفاق والإصلاح الضريبي وتصحيح هيكل الأسعار، وتثبت أسعار السوق، والتحكم في ظاهرة التضخم في الوقت الذي تلهث فيه تلك الدول لإشباع الحاجات الملحة من الطعام ومياه الشرب والملبس والمسكن والحصول على التعليم والرعاية الصحية الأساسية إلي جانب مشاكل النقل والمواصلات والديون ومشاكل الأمية ومشكلة اللاجئين وانتشار الأمراض المتوطنة، والمشاكل السكانية والبطاقة وارتباط اقتصاديات تلك الدول بالاقتصاد الأوروبي والآثار السلبية للعولمة.

### الممارسات الاستعمارية
لا شك في أن الممارسات الاستعمارية قد عمدت إلى تزكية حالة من التناقض المفتعل بين الشمال الأفريقي بهويته العربية والإسلامية والجنوب الأفريقي بهويته الزنجية وأحياناً المسيحية والتي انسحبت تبعاته إلى توتر العلاقات بين دول حوض النيل
كما أن تقسمات الحدود التي وضعها المستعمر لم تأخذ في الحسبان أوضاع القبائل التي تم تقسيمها بين دولتين أو أكثر؛ مثل شعب «الماساي» المقسم بين كينيا وتتزانيا، وقبائل «الباكونجو بين زائير» الكونغو الديمقراطية «، والكونغو برازافيل، وقبائل» الأزاندي بين السودان وزائير، وشعب الصومال الذي يمتد بين إثيوبيا وكينيا وقبائل «الأنواك» بين السودان وإثيوبيا و«الأنشولي» بين أوغندا والسودان وشعب «الألورين» بين الكونغو وأوغندا.
وهذه التقسيمات أدت بدورها إلى الصراع بين القبائل بسبب الخلاف على زعامة القبيلة أو الخلاف على ملكية الأراضي أو المراعي أو مناطق الصيد أو الصراع على النفوذ السياسي أو الاجتماعي؛ كما فرض المستعمر لغته، وأحكم السيطرة على المؤسسات التعليمية عن طريق الإرساليات التبشيرية، ففي جنوب السودان على سبيل المثال تم نشر اللغة الإنجليزية وميز بين الشمال والجنوب ولعبت الإرساليات دوراً في التفرقة بين الشمال المسلم والجنوب الأفريقي

### مشكلة اللاجئين
تعرضت دول حوض النيل إلى كثير من الصراعات المسلحة والحروب الأهلية أو الانقلابات العسكرية التي أدت إلى تخريب البنية الأساسية والمنشآت العامة، كما كان لها آثاراً سياسية، واقتصادية، واجتماعية، وبيئية ضارة
وقد أدت تلك الحروب والصراعات إلى بروز مشكلة اللاجئين التي تعد من أعتى المشاكل التي تواجه هذه المنطقة، وقد يكون اللاجئون سبباً في إحداث تلك الحروب إضافة إلى أنهم قد يشكلون عبئاً على الدولة المضيفة لهم، وقد يتم استخدامهم لمؤازرة النظام الحاكم؛ ومن أمثلة 	ذلك اتهام اللاجئين من رواندا إلى أوغندا بأنهم كانوا يستخدمون كأدوات بطش للمعارضة الأوغندية أيام حكم عيدي أمين، وحين انهار النظام اتجه أوبوتي إلى مطاردتهم، فارتموا في أحضان موسيفيني الذي قدم لهم العون فشكلوا الحركة الوطنية في رواندا بعون أوغندي
ومن أمثلة ذلك أيضاً توطين سياد بري للأوجادين في شمال الصومال، وقام بتسليحهم ليقهروا قبائل إسحاق فزاد الصراع الذي أسفر عن نهاية الدولة ومن جهة أخرى قد يترتب على الحروب نزوح اللاجئين إلى الدول المجاورة؛ فمع تصاعد الحرب الأهلية في السودان نزح ما يقرب من مليون نسمة، ورحل 170 ألف لاجئ الي الدول المجاورة مثل نزوح اللاجئين بين السودان وإثيوبيا، وأوغندا، وأريتريا، ورواندا، وبورندي والصومال وهو الأمر الذي يؤدي إلي موجات متتابعة من اللجوء الجماعي في اتجاهات متعاكسة، ومتبادلة في كثير من الأحيان.

## توجهات
هناك بعض التوجهات التي يمكن لدول الحوض الاسترشاد بها وهي كالآتي:
أولاً: الاعتراف المتبادل والصادق بتثبيت الحدود السياسية للدول القائمة، وعدم العبث بها، ومحاولة تغييرها حسبما تقضي بذلك قرارات منظمة الوحدة الأفريقية ثم الاتحاد الأفريقي فيما بعد.
ثانياً: عدم الاعتراف بانفصال الأقاليم المتمردة؛ لأن ذلك من شأنه أن يؤدي إلى تفتيت دول المنطقة، وإدخالها في دوامة لا تنتهي من النزاعات والحروب.
ثالثاً: الالتزام بالنهج الديمقراطي لحل المشكلات الداخلية في كل دولة، واحترام حقوق الإنسان، ومظاهر التعددية الإثنية، والثقافية، والدينية واللغوية السائدة في المنطقة.
رابعاً: تعزيز سبل التعاون الإقليمي من خلال المنظمات القائمة مثل الكوميسا في الشرق والجنوب، والإيكواس في الغرب، والسادك في الجنوب، والعمل على حل المشكلات الاقتصادية والسياسية لدول المنطقة عن طريق برامج التنمية.
خامساً: الاتفاق والتشاور المستمر فيما بين دول الحوض حول تنظيم الاستفادة القصوى من مياه نهر النيل، وتغليب لغة التعاون على لغة الصراع.
سادساً: خلق إطار للحوار والتفاهم بين مجموعة الدول العربية والأفريقية، وإيجاد صيغة جديدة للحوار والتعاون بين جامعة الدول العربية، والاتحاد الإفريقي من جهة، وبين التجمعات الاقتصادية الإقليمية القائمة، ومؤسسات الحوار العربي الأفريقي، ومؤسسات الحوار العربي الأفريقي، والدول العربية المانحة للمساعدات من جهة أخرى وكذلك العمل على تجنيب المنطقة ويلات التدخلات الخارجية ما أمكن ذلك.
وأخيراً فإنه في ظل التوسع البشري، والاقتصادي والعمراني والبدء في إقامة المشروعات المصرية مثل مشروع توشكى، ومشروع تعمير سيناء، وشرق العوينات والوادي الجديد فإن مصر سوف تحتاج إلى قدر من المياه أكثر من حصتها التي تقدر ب55،5 مليار متر مكعب، والتي تحصل عليها بموجب اتفاقية 1959 مع السودان، فإن مصر تحتاج إلى 140 مليار متر مكعب في غضون سنة 2030، وهذا يقتضي العمل على زيادة حصة المياه لمواجهة المشروعات الاقتصادية السابق الإشارة إليها، أو أية مشروعات مستقبلية أخرى.